# Concrete Cages
Concrete Cages is een single van de Israëlische progressieve-metalband Scardust en Duitse zangeres en multi-instrumentaliste Patty Gurdy, in samenwerking met metalkoor Hellscore. De single werd in 2022 uitgebracht en valt op door de ongebruikelijke combinatie van draailier en progressieve metal. De tekst van Concrete Cages werd geschreven door zowel Gurdy als Scardust-zangeres Noa Gruman.
Concrete Cages stond aanvankelijk gepland voor 2020, het jaar dat Scardusts album Strangers werd uitgebracht, maar omdat Gurdy vanwege de coronacrisis niet mocht afreizen naar Israël om op te treden en de videoclip op te nemen, werd besloten de uitgave van de single uit te stellen.

## Achtergrond en beschrijving
Het nummer beschrijft het leven van ambitieuze personen die het rustige plattelands- of dorpsleven verruilen voor een leven in de grote stad, en alle uitdagingen die daarbij komen kijken. Concrete Cages (betonnen kooien) verwijst zowel naar de gebouwen in als het benauwende gevoel dat een stad kan opleveren. Ook verwijst de term naar de impact die verstedelijking op de planeet heeft.

## Videoclip
De videoclip begint in een bos nabij Tel Aviv, waar Scardust en Patty Gurdy te zien zijn en Gurdy de openingsmelodie op de draailier speelt. Gaandeweg komen er meer instrumenten bij, zoals drums, violen, een viola en cello's. De drie laatstgenoemde instrumenten worden vanaf het dak van een gebouw bespeeld door respectievelijk Noa Grumans zus Rinat Gruman-Menuhin, en Elad Bogomolny, Hadar Levy en Tamar Deutsch Gomberoff, waar ook Hellscore ten tonele verschijnt. Vervolgens maken de gitaren en keyboard hun opmars, waarna het volledige nummer begint. De bos- en dakscènes wisselen elkaar gedurende vrijwel de gehele duur van de videoclip af. Tegen het einde van de clip voegen ook Scardust en Gurdy zich bij de anderen op het dak van eerdergenoemd gebouw. De video eindigt met een enigszins dystopische scène tussen Noa Gruman en Patty Gurdy.

## Stijl
Het nummer valt zowel onder de genres progressieve metal als folkmetal. In het nummer is ruimte voor een (bas)gitaar-, keyboard-, draailier- en drumsolo.